# Peter Wenzel (Fußballspieler)
Peter Wenzel (* 17. August 1939) ist ein ehemaliger deutscher Fußballspieler. 

## Karriere
Peter Wenzel war zunächst für den FV Nürtingen aktiv, mit dem er 1964 Meister der 2. Amateurliga Württemberg und in die 1. Amateurliga aufstieg. Im Sommer 1965 wechselte er zu den Stuttgarter Kickers. In den zwei folgenden Spielzeiten in der Regionalliga Süd absolvierte er 54 Partien, in denen ihm 21 Tore gelangen. Sein letztes Spiel für die Kickers bestritt er am 14. Mai 1967, dem letzten Spieltag der Saison 1966/67; die Partie beim neuen Vizemeister FC Bayern Hof ging mit 1:4 verloren. Zur Saison 1967/68 kehrte er zum FV Nürtingen zurück.